# Đỗ Mạnh Dũng
Đỗ Mạnh Dũng (sinh năm 1970) là một cựu cầu thủ bóng đá người Việt Nam, từng thi đấu cho đội bóng Thể Công và đội tuyển quốc gia Việt Nam. Hiện nay, ông đang là Giám đốc của Công ty Thể thao Viettel và là một quân nhân mang quân hàm Đại tá.

## Cuộc đời và sự nghiệp
Đỗ Mạnh Dũng sinh năm 1970 tại Hà Tây (nay thuộc Hà Nội). Năm 17 tuổi, ông được xếp vào đội hình hai của Thể Công, và sau đó hai năm được đôn lên đội một. Năm 1992, Mạnh Dũng phải rời khỏi đội vì bệnh tật, nhưng rồi đã quay trở lại chỉ trong vòng một năm và giành được vị trí chính thức ở đội bóng. Sau khi được giao trọng trách đội trưởng, Dũng đã cùng với Thể Công đoạt chức vô địch quốc gia vào năm 1998.
Trong cuốn sách Cơn lốc đỏ do Nhà xuất bản Quân đội Nhân dân xuất bản đã có đoạn viết như sau:
| “ | Trên sân đấu, Đỗ Mạnh Dũng là một cầu thủ rất ấn tượng, không chỉ bởi chiều cao nổi bật của anh, mà còn bởi cách thi đấu "không giống ai". Cầu thủ đội bạn đang đưa bóng xuống khung thành CLBQĐ, gặp Dũng, và mọi người biết bóng sẽ được phá ra ngoài. Chàng trai điềm đạm bình tĩnh, cẩn thận, thậm chí nói chuyện rất "có duyên" nữa, trong thi đấu lại là một hậu vệ quyết liệt, nhiệt tình. Có kĩ thuật cá nhân tốt, ra vào hợp lý, Đỗ Mạnh Dũng là một hậu vệ hiệu quả, nhưng cũng là hậu vệ ít bị phạt thẻ nhất. Trong thời gian CLBQĐ gặp khó khăn ở hàng phòng thủ do một số hậu vệ bị chấn thương hoặc bị phạt, Đỗ Mạnh Dũng đã thể hiện tốt ý thức trách nhiệm của mình, và anh là niềm an ủi, cổ động tinh thần lớn lao đối với các đồng đội, bởi như một số cầu thủ trẻ đã nói: "Còn anh Dũng vẫn còn yên tâm". Tiền đạo đối phưng cũng biết thế, và cứ qua được "số 5" tức là vượt qua được nhiều phần trăm khó khăn trên đường tiến tới khung thành CLBQĐ. Anh cứ như một chiếc ra-đa rà soát lại trước cầu môn, như cánh cửa ngăn đường vào chiến thắng của đội bạn. | ” |

## Thành tích
- Hạng ba giải VĐQG 1992 và 1993, 1994
- Vô địch giải VĐQG 1998
- Á quân Cúp Quốc gia 1992
- Vô địch Siêu Cúp Quốc gia 1999
- Huy chương Đồng SEA Games 19
- Huy chương Bạc Tiger Cup 1998